# アナベル・ガトー
アナベル・ガトー（Anavel Gato）は、OVA『機動戦士ガンダム0083 STARDUST MEMORY』に登場する架空の人物。声は大塚明夫。

## 人物
ジオン公国残党勢力「デラーズ・フリート」の一員で、「ソロモンの悪夢」の異名を持つエースパイロットである（撃墜数200機、正式スコアは100機程度）。その名は、地球連邦軍士官学校の現代戦史教本に載るほどで、戦後の士官学校卒業兵はもちろん一年戦争を生き抜いたベテラン兵にさえも恐怖と焦りを感じさせた。デラーズ紛争の際でも3年間のブランクを思わせないようなパイロット技量を持っている。義を重んじる実直な性格、四字熟語を引用する台詞回し、侍の髷を髣髴させる長い銀髪を後ろで結ったヘアースタイルなど、武士のような人物で部下からの信頼も厚い。一方でジオンの理想に傾倒する側面があり、自らの美意識に相容れぬ物に対しては露骨な嫌悪を見せることがある。一年戦争時の階級は大尉。デラーズ・フリート参加時少佐に昇進。作中での年齢は25歳。
シリーズ当初、ガトーのポニーテールの秘密について、プロデューサーの植田益朗は「今は言えないんだよね。今後に関わってくるんでね」と発言していたが、作中その髪型の由来について語るエピソードは無かった。
作品の監督を務めた今西隆志は、髪型は侍モチーフで「ガトーのイメージは戦国武将で言うと上杉謙信」であるとし、その人物像を「ガトーはきっと寺育ちなんですよ。分家騒動とかで寺に預けられて、立派な僧に育てられた。長尾景虎のように。箱庭が好きで、お城の模型をいつも作って遊んでいたから、戦略的に優れていた」と評している。
漫画版『機動戦士ガンダム0083 REBELLION』ではサイド3 ファーム・バンチ / アマテラスの出身であると設定されており、髷風のポニーテールや古風な口調、その性格などに対する理由付けになっている。

## 劇中での活躍

### 一年戦争時代
一年戦争においては、ドズル・ザビが指揮する宇宙攻撃軍第302哨戒中隊隊長として、ソロモンを中心とした宙域で活動していた。
ソロモン撤退戦ではア・バオア・クーへ撤退する、ドロス級空母2番艦「ドロワ」を中心とした艦隊のしんがりを務め、ジム部隊を全滅、または壊滅状態に追い込むなど、連邦軍追撃艦隊に多大な損害を与えた（この時、「ソロモンの悪夢」の異名が付き、この戦闘で8隻の戦艦を撃沈したとされている）。なお、この時の搭乗機は明確には設定されておらず、1994年のことぶきつかさの短編漫画集『いけ!いけ!ぼくらのVガンダム!!』収載の「ソロモンの悪夢」では、連邦軍のソーラ・システムによって損傷したリック・ドムから試作大型ビーム・ライフルを携行したゲルググに乗り換えている。しかし、2003年のPlayStation 2用ゲーム『機動戦士ガンダム めぐりあい宇宙』では、ビーム・バズーカを装備した専用のリック・ドムに搭乗しており、2021年のスマートフォンアプリゲーム『機動戦士ガンダム U.C. ENGAGE』のイベント「ソロモンの悪夢」およびイベントクリア後の短編アニメ（サンライズ制作、作画監督は前出のことぶき）でも同様である。漫画版『機動戦士ガンダム0083 REBELLION』ではゲルググに登場しているという設定で、この時に「不死身の第四小隊」とニアミスしており、その事を知ったベルナルド・モンシアからは、当時の恋人の戦死の遠因、そして「あの時にガトーを仕留めておけばコロニー落としもバニング大尉の戦死も防げた」という理由で憎悪されるようになる。
ア・バオア・クー防衛戦には緑の胴体に青い四肢というパーソナルカラーに塗り分けられた専用のゲルググで参戦していたが、戦闘中に乗機の右腕が流れ弾で損傷。修理を受けるため、近くに居たエギーユ・デラーズの乗艦、グワジン級戦艦グワデンに着艦するが、デラーズは戦闘宙域からの撤退を決定していたため修理を受けられなかった。止むを得ず艦のドックに残されていた試作型リック・ドム（デラーズ専用機）に乗り換えて再度出撃しようとするも、デラーズに説き伏せられ彼と共にア・バオア・クーの戦線より離脱する。その後しばらくは、月で潜伏生活を送る。当時、月の企業連合体はジオン公国に好意的であり、彼等に匿われた公国軍残党は比較的快適な潜伏生活を送っていたとされる。このときにニナ・パープルトンと恋仲にあり、同様にフォン・ブラウン市に滞在していた戦友であるケリィ・レズナーとも交流があった模様である。
加登屋みつるによる漫画版では、ニナやケリィといった登場人物との過去の交流はなく、あくまでエギーユ・デラーズに心酔している歴戦のジオン軍MSパイロットとして描かれている。

### デラーズ・フリート時代
宇宙世紀0081年9月17日にデラーズ・フリートに復帰。0083年10月13日、地球連邦軍トリントン基地に「バルフィッシュ」というコードネームを使用し、ニック・オービルの乗るジープで潜入。同基地からMk-82核弾頭搭載のガンダム試作2号機を強奪し追撃の手を振り切りながら、アフリカ方面へ逃亡する。アフリカでのアルビオンとの戦闘の際には脱出用のHLVに乗り込んでいたため戦闘には参加せず、ノイエン・ビッターの時間稼ぎもあり宇宙に脱出する（この時、ビッターからブルーダイヤモンドを受け取る）。
その後、デラーズ・フリートが地球連邦に対して宣戦布告。 自身がガンダム試作2号機を駆りコンペイトウ（旧ソロモン）宙域で行われた連邦軍の観艦式を襲撃し、試作2号機に搭載された核兵器による攻撃を敢行。集結していた連邦軍艦隊の3分の2（＝実質的に連邦軍艦隊の半数以上）を航行不能に陥らせた。核攻撃の直後、追撃してきたコウ・ウラキのガンダム試作1号機フルバーニアンとの一騎討ちに突入する。核発射による機体の不調（左腕が動かない）やガンダム試作１号機との機体の相性差などの不利な状況をものともせずにコウを圧倒するが、最終的に左腕などを破壊された結果相打ちとなり、ガンダム試作2号機は大破してしまう。その後、一年戦争時代からの部下であったカリウス・オットーに救助される。
アクシズ先遣艦隊と合流後には乗機をノイエ・ジールに換え、デラーズ・フリートの最終目的である地球へのコロニー落としを成功させるため出撃し、連邦軍のコロニー追撃艦隊を殲滅し、コウのガンダム試作3号機と死闘を繰り広げる。地球軌道上での戦闘では、連邦軍が切り札として展開していた、ソーラ・システムIIのコントロール艦を破壊してコロニー破壊を阻止。コロニー内部のコントロールルームに進入し、コロニーの最終軌道調整を自身の手で果たす。この時ニナと再会するが、コウにその隙を突かれ脇腹を負傷。ニナに助けられるも、彼女を巻き込まないために気絶させカリウスに預ける。
その後、連邦軍艦隊の包囲網から逃れるチャンスを無視し、コウとの最後の一騎討ちへと突入する。戦闘は一進一退の攻防であったが、ようやくガトーが弾薬の尽きたコウを捕獲したその時、バスク・オムの味方の損害をも顧みないソーラ・システムIIの第二射を受ける。この攻撃により機体が中破。コウの乗機は行動不能になったが、ガトーはあえて止めを刺さずにその宙域を去る。
残存した味方部隊とともにアクシズ先遣艦隊へと到達するため連邦の包囲網を突破しようとするが、圧倒的多数による攻撃に加え、機体・心身ともに消耗が激しく、各所に被弾。味方機が次々脱落する中、雄叫びを上げながらサラミス改級宇宙巡洋艦（『0083』小説版ではマゼラン改級宇宙戦艦）に特攻し戦死した。
加登屋みつるによる漫画版では、当初こそコウを圧倒するものの、急速にエースパイロットとして成長を遂げたコウに心身共に圧倒される描写が目立ち、コウに対して激昂したり、その思想をただの野望だと一言で否定される。最終決戦におけるコウとの一騎討ちでも彼に勝利する事はできず、ソーラ・システムII発射阻止に向かうも追撃してきたコウに気を取られ、コントロール艦の破壊に失敗。ソーラ・レイIIの直撃を受けて死亡した。さらに溶解したコロニーはソーラ・システムIIに衝突して軌道が大きく変わり、星の屑作戦も失敗に終わった。
漫画版『機動戦士ガンダム0083 REBELLION』ではその後、空になった脱出ポッドだけが発見されており、デラーズ紛争およびコロニー落としの真相と共に、ガトー生存説がスペースノイドの間で囁かれるようになっている。実際にアナベル・ガトーを騙る偽物も幾人か登場しているらしく、劇中ではネオデラーズ・フリートを名乗る武装集団の首領として再びアナベル・ガトーが現れた。

## 搭乗機
- MS-06R-1A 高機動型ザクII
- MS-09RS リック・ドム
  - YMS-09R-2 プロトタイプ・リック・ドムII (『機動戦士ガンダム0083 STARDUST MEMORY』Blu-Ray Box特典のピクチャードラマ「宇宙の蜉蝣2」、漫画『0083 REBELLION』に登場。)
- MS-14A ゲルググ
- RX-78GP02A ガンダム試作2号機
  - ラング (漫画『0083 REBELLION』に登場。ガンダム試作2号機を搭載)
- AMA-X2(AMA-002) ノイエ・ジール

## 他作品での出演
漫画『いけ!いけ!ぼくらのVガンダム!!』
同作の単行本に収録されている「12月31日の決意」「ソロモンの悪夢」に登場。「12月31日の決意」では宇宙世紀0079年末期に配属された新兵ジョン・ビスレイ二等兵を戦士として気遣う様子が描かれ、「ソロモンの悪夢」ではソロモンからの撤退戦において大型ビームライフルを搭載したゲルググH型に搭乗し、後の異名となる「ソロモンの悪夢」と呼ばれるに至る経緯が描かれた。なお、この作品の内容はプラモデル「MG MS-14A ガトー専用ゲルググ」の取扱説明書にも反映されている。
漫画『機動戦士ガンダム C.D.A. 若き彗星の肖像』
宇宙世紀0083年、ジオン共和国視察に赴いていたシャア・アズナブルが、連邦軍に襲撃されていたデラーズ・フリート支援者を救援したことから、その返礼として登場する。シャアが自ら名乗らず、またノイズの激しいモニター越しであったため、ガトーはシャアと認識できなかったが、その戦いぶりに同志として敬意を表していた。
漫画『機動戦士ガンダム MSV-R 宇宙世紀英雄伝説 虹霓のシン・マツナガ』
一年戦争緒戦の一週間戦争では中尉として参加、戦功によりドズルより表彰されるうちの一人となる。宇宙世紀0079年9月には大尉として、第302哨戒中隊長となり専用の高機動型ザクIIに搭乗、カリウスとともに任務に当たる。プロトGファイターと数度交戦、1回目はGアトラスのパイロットを負傷させて撃退。2回目はVファイターモードに合体することにより強力となるメガ粒子砲を受け右腕を損傷するが、シン・マツナガ大尉の援護もあり相手は撤退。連邦軍の「アンタレス作戦」によるソロモン襲撃の際には修理により出撃が遅れるものの、3回目はマツナガの窮地を救い、ソロモン内部に侵入し自爆しようとするGアトラスを外部の安全な宙域まで運び、被害なく収束している。

## 評価
『愛と戦いのロボット 完全保存版』で発表されたアンケート「みんなで選ぶロボットアニメーションベスト100」では、「一番カッコイイヒーローは？」で第46位、「一番美しい悪役・敵役は？」で第17位にランクインした。